# Моріс Дюверже
Моріс Дюверже (фр. Maurice Duverger;*5 червня 1917, Ангулем, Франція  – 16 грудня 2014, Париж) — французький соціолог, політолог, юрист, державознавець, міжнародний консультант із проблем конституційного права та виборчої боротьби, керівник Центру порівняльного аналізу політичних систем, член Академії наук і мистецтв (США), доктор права та професор соціології Паризького університету. 

## Біографія
Народився в містечку Ангулем департаменту Шаранта. Закінчив факультет права в Бордо. У молодості деякий час був членом фашистської Французької народної партії, але до кінця Другої світової війни перейшов у опозицію. У 1955-1985 роках викладав у Парижі. Під час «Холодної війни» належав до числа вчених ліволіберальної спрямованості. Виступав проти ремілітаризації ФРН, колоніальних воєн і неофашизму.
Здобув свою популярність завдяки працям в галузі політичної науки. Роботи характеризують відхід від юридичного методу дослідження політичної організації суспільства до політичних інститутів і процесів. Основна увага приділялася соціології політичних партій і політичних режимів, загальної теорії політики, методам політичної науки. Погляди на сутність політичної влади, держави, демократії, хоча й містять ряд цікавих положень, все ж носять еклектичний характер. Так, стосовно епохи промислового капіталізму він визначає правильність марксистської характеристики буржуазної держави. 
Викладав конституційне право та політичні науки в університетах Парижа, Женеви, Нью-Йорка, керував створеним ним Центром політичних досліджень, а згодом – Центром порівняльного аналізу політичних систем Сорбонни, працював політичним оглядачем газет «Монд» і «Нувель обсерватер», консультував уряди Франції, Мексики, Греції та інших держав з питань конституційного права та виборчих кампаній, був депутатом Європейського парламенту.  

## Почесні звання та нагороди
- Почесний член Американської та Фінляндської академій наук та мистецтв.
- Почесний доктор університетів Сієни, Женеви, Нью-Джерсі, Мілану, Барселони, Варшави, Софії, Праги, Афін.
- Великий офіцер ордену Почесного легіона.
- Командор національного Ордену «За заслуги».

## Наукові праці
- Курс конституційного права / La participation des femmes à la vie politique (1946)
- Політичні партії / Les partis politiques (1951)
- Державні фінанси / Les finances publiques (1956)
- Методи політичної науки / Méthodes de la science politique (1959)
- Про диктатуру / De la dictature (1961)
- Методи соціальних наук / Méthodes des Sciences sociales (1961)
- Введення в політику / Introduction à la politique (1964)
- Соціологія політики / Sociologie politique (1966)
- Демократія без народу / La démocratie sans les peuples (1967)
- Конституційне право і політичні інститути / Institutions politiques et Droit constitutionnel (1970)
- Янус: два обличчя Заходу / Janus: les deux faces de l'Occident (1972)
- Соціологія політики / Sociologie de la politique (1973)
- Інша сторона речей / L'autre côté des choses (1977)
- Шах королю / King's Mate (1978)
- Апельсинові дерева з озера Балатон / Les orangers du lac Balaton (1980)
- Factors in a Two-Party and Multiparty System, in Party Politics and Pressure Groups (New York: Thomas Y. Crowell, 1972)
- Політичні партії:їх організація та діяльність у країні / Political Parties: Their Organization and Activity in the Modern State
- The Study of Politics
- Республіка громадян / La République des Citoyens (1982)
- Відкритий лист до соціалістів / Lettre Ouverte aux Socialistes (Collection Lettre ouverte)
- Сучасна демократія: Економічна потужність / Modern Democracies: Economic Power Versus Political Power
- La Cohabitation des Français
- Europe des Hommes: Une Métamorphose Inachevée (1994)
- Ідея Політика: влада в суспільстві / The Idea of Politics: the Uses of Power in Society
- Французька політична система / The French Political System
- L'Europe dans tous ses Etats (1995)